# Lojalitetsplikt
Lojalitetsplikten beskrivs ofta i praxis, förarbeten och doktrin som en naturlig del av anställningsavtalet, som en arbetstagare skriver under när han eller hon får anställning. Den svenska arbetsdomstolen har i sin rättspraxis slagit fast att arbetstagarens lojalitetsplikt ingår som ett led i anställningsavtalet som sådant, oavsett om plikten uttryckligen omnämns i avtalet eller inte.
Lojalitetsplikten är egentligen en samlingsbeteckning för ett antal förpliktelser. Den grundläggande förpliktelsen, varifrån övriga förpliktelser kan sägas härleda, sammanfattas av AD på följande vis:
| ” | Den grundläggande synpunkten är att arbetstagaren inte får skada arbetsgivaren. Gemensamt för de skilda aspekterna på kravet på lojalitet är tanken att anställningsavtalet inte enbart består i utbyte av vanliga förmögenhetsrättsliga prestationer, utan skapar ett personligt förhållande mellan parterna. Anställningen grundar förpliktelser som går längre än vad som gäller i kontraktsförhållanden i allmänhet; de ligger vid sidan av själva arbetsprestationen och skulle därför kunna karakteriseras som biförpliktelser. Skall man söka ange en gemensam synpunkt är det att arbetstagaren är skyldig att sätta arbetsgivarens intresse framför sitt eget samt att undvika lägen, där han kan komma i pliktkollision. | „ |

Detta grundstadgande har i sin tur gett upphov till handlingsregler för arbetstagaren, sprungna ur Arbetsdomstolens praxis. Handlingsreglerna berättar hur arbetstagaren skall förfara för vara lojal. Arbetstagaren har bland annat att svara för en fullgod arbetsprestation, följa arbetsgivarens ordningsskrifter, avstå från att bedriva konkurrerande verksamhet, avstå från att överskrida sin kritikrätt, visa integritet (till exempel genom att inte erbjuda eller ta emot mutor), iaktta tystnadsplikt, uppfylla vissa krav på vandel samt i övrigt visa omsorg och aktsamhet i arbetet.
Om inget annat avtalats upphör arbetstagarens lojalitetsplikt när anställningen avslutas. Lojalitetsplikten har således inte i sig någon rättslig efterverkan. Arbetstagaren kan, när anställningen upphört, fritt kritisera sin tidigare arbetsgivare samt utnyttja och sprida sitt kunnande från den tidigare anställningen, samt bedriva med arbetsgivaren konkurrerande verksamhet.  Ett undantag från denna princip finns i Lagen om skydd för företagshemligheter 7 § st. 2. Dessutom kan lojalitetsplikten genom avtal utsträckas till att gälla även efter anställningens upphörande, vilket dock inte är obegränsat. Arbetsgivare får till exempel inte skriva avtal som förhindrar arbetstagare att efter anställnings upphörande vara eller arbeta åt konkurrenter eller bli anställd hos kunder till bemanningsföretag.